# Gosberto

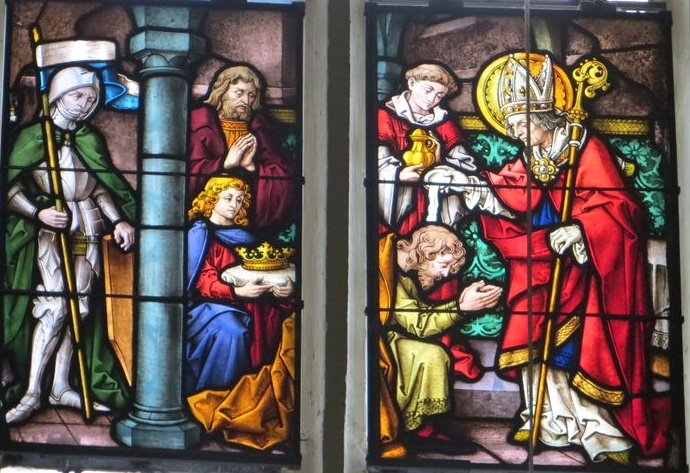
Gosberto bautizado por san Kilian. Pintura sobre vidrio realizada por Matthäus Schiestl, iglesia de María del Rosario, Gerolzhofen, 1905

Gosberto fue un duque franco oriental en el imperio franco, que reinaba en Würzburgo y fue uno de los primeros cristianos de la región. La Iglesia católica lo conmemora el 13 de febrero.

## Antecedentes familiares
En Würzburgo regían los francos orientales, el duque Gosberto (Gozbertus), hijo del anterior gobernante, Heden I (Hetanus), a su vez hijo de Radulfo (Hruodo), a quien el rey Dagoberto I nombró duque de Turingia y que se declaró a sí mismo rey. Tuvo un hijo llamado Heden II. 

## Biografía

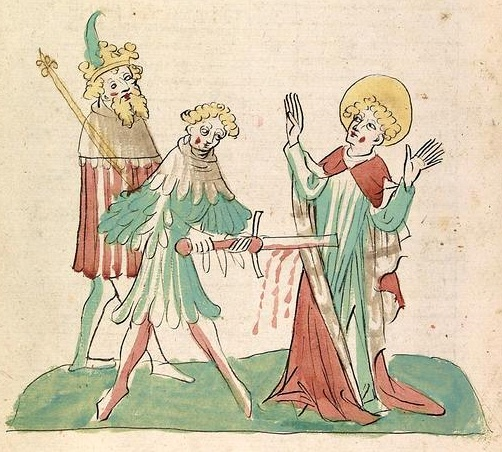
Asesinato de san Kilian, durante la ausencia del duque Gosberto.
Representación en un códice de Estrasburgo, hacia 1418.

Sobre Gosberto la principal fuente es la "Vida de san Kilian", denominada Passio Kiliani, del siglo IX. El historiador Wilhelm Störmer sostiene que toda la información sobre la genealogía de los primeros duques francos es bastante creíble.
Esta historia narra que Gosberto era pagano, adorador en particular de la diosa Diana. Cuando se enteró de que habían ido misioneros, y en particular san Kilian, los invitó a predicar en su presencia. Tiempo después, convencido, se unió cristianismo y fue bautizado junto con su ejército. Los cristianos lo convencieron de que repudiara a Gailana por ser la viuda de su hermano, de modo que la reina desplazada organizó el asesinato de los predicadores cristianos: en ausencia de Gosberto, un secuaz de Gailana mató a Kilian, decapitándolo en secreto, y lo enterró rápidamente, con la cruz pectoral, los evangelios y otros objetos eclesiales. Junto a Kilian fueron muertos otros dos misioneros. Cuando el duque Gosberto regresó de la guerra, preguntó por Kilian y —de acuerdo con la leyenda medieval— tanto el asesino como Gailana enloquecieron por la culpa.
Aunque el duque Gosberto conservó la fe cristiana, murió bajo la influencia de los sajones paganos, que formaba su propia guardia. Su hijo Hedan (o Heden) y el resto de la familia real fueron expulsados del país por una rebelión popular. 
Los martirologios del santo Rabano Mauro mencionan una historia diferente a la relatada en la Passio Kiliani, en la cual fue el duque Gosberto quien mandó asesinar a san Kilian.

## Legado

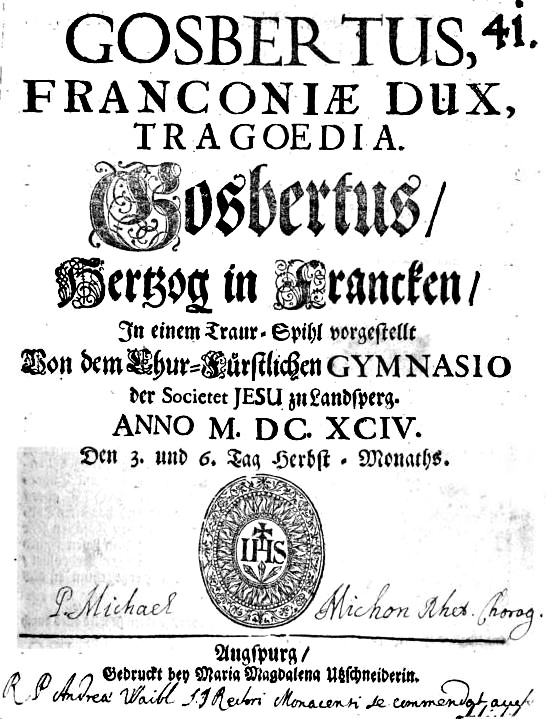
Programa de una actuación de teatro jesuita sobre el duque Gosberto, Landsberg am Lech, 1694

En la iglesia parroquial de Santa María Magdalena (Münnerstadt) hay cuatro pinturas sobre tabla de Veit Stoss, sobre la leyenda de san Kilian, realizadas hacia el año 1505, donde se puede ver representado al duque Gosberto.
En el siglo XVII se creó una obra de teatro jesuita, tragedia en tres actos, que se representó en diversos lugares de la orden.
A principios del siglo XIX, el poeta romántico Friedrich de la Motte Fouqué dedicó una tragedia al duque Gosberto.
El duque Gosberto dio su nombre al distrito de Würzburgo Gosbertsteige.